# ام‌آی۱۴
ام‌آی۱۴ (انگلیسی: MI14) یا بخش ۱۴ اطلاعات نظامی بریتانیا یکی از شعب اداره اطلاعات نظامی است. این بخش که در اصل جزوی از ام‌آی۳ بود به صورت مخصوص به کسب اطلاع از آلمان اختصاص داشت و در دوران جنگ جهانی دوم به واسطه اهمیتش به یک بخش جدا تبدیل گشت.
یکی از بهترین منابع اطلاعاتی این سازمان با اسم رمز کلمبو کبوترهای مخصوصی بودند که اطلاعات جمع‌آوری شده در اروپای اشغالی را به خاک بریتانیا می‌رساندند.
این سازمان اکنون منحل شده و وظیفه اطلاعات خارجی به ام‌آی۶ محول گشته‌است.